# 1799 في الولايات المتحدة
فيما يلي قوائم الأحداث التي وقعت خلال عام 1799 في الولايات المتحدة.

## سياسة

### تعيين في المنصب
- 9 يناير – ريتشارد باسيت حاكم ولاية ديلاوير [الإنجليزية]‏.
- 4 مارس – جون مارشال عضو مجلس النواب الأمريكي.
- 4 مارس – صموئيل دكستر عضو مجلس الشيوخ الأمريكي.
- 4 مارس – هنري لي الثالث عضو مجلس النواب الأمريكي.
- 7 يونيو – موسى جيل حاكم ماساتشوستس [الإنجليزية]‏.
- 14 ديسمبر – ألكسندر هاميلتون القائد العام لجيش الولايات المتحدة.
- 17 ديسمبر – توماس ماكين حاكم ولاية بنسلفانيا [الإنجليزية]‏.
- 28 ديسمبر – جيمس مونرو حاكم فرجينيا [الإنجليزية]‏.

### انتهاء فترة المنصب
- 9 يناير – دانيال روجرز حاكم ولاية ديلاوير [الإنجليزية]‏.
- 3 مارس – ناثانيل سميث عضو مجلس النواب الأمريكي.
- 14 ديسمبر – جورج واشنطن القائد العام لجيش الولايات المتحدة.
- 17 ديسمبر – توماس ماكين Supreme Court of Pennsylvania [الإنجليزية]‏.

## مواليد

### يناير
- 29 يناير – الكسيس كاسويل

### فبراير
- 3 فبراير – فرانسيس توماس سياسي أمريكي.

### مارس
- 8 مارس – سايمون كاميرون سياسي أمريكي.

### أبريل
- 4 أبريل – جيمس دنكن غراهام
- 18 أبريل – جون ميسون سياسي أمريكي.

### مايو
- 4 مايو – عماسا ووكر سياسي أمريكي.
- 24 مايو – ويليام ماكلاي سياسي أمريكي.

### يونيو
- 1 يونيو – روبرت بوتر سياسي أمريكي.

### يوليو
- 15 يوليو – روبن شابمان سياسي أمريكي.

### أغسطس
- 10 أغسطس – صموئيل ديكنسون هوبارد سياسي أمريكي.
- 25 أغسطس – أندرو جاكسون دونلسون دبلوماسي أمريكي.

### أكتوبر
- 1 أكتوبر – روفوس تشوت سياسي أمريكي.
- 6 أكتوبر – آدم جورج سنايدر سياسي أمريكي.
- 7 أكتوبر – ميلز داردين

### نوفمبر
- 29 نوفمبر – أموس برنسون ألكوت

## وفيات

### فبراير
- 25 فبراير – وليام دوز (مواليد 1745)

### أغسطس
- 6 أغسطس – باتريك هنري (مواليد 1736) سياسي أمريكي.

### ديسمبر
- 14 ديسمبر – جورج واشنطن (مواليد 1732) الرئيس الأول للولايات المتحدة الأمريكية.